# Cassia de senatu suplendo
Cassia de senatu suplendo va ser una llei romana establerta en temps de Juli Cèsar a proposta del pretor Gai Cassi, per cobrir les vacants del senat amb les persones que havien de ser de rang patrici (patres).